# Smołdzino (gmina)
Pour les articles homonymes, voir Smołdzino.
Smołdzino est une gmina rurale du powiat de Słupsk, Poméranie, dans le nord de la Pologne. Son siège est le village de Smołdzino, qui se situe environ 25 km au nord-est de Słupsk et 98 km à l'ouest de la capitale régionale Gdańsk.
La gmina couvre une superficie de 257,24 km2 pour une population de 3 478 habitants.

## Géographie
La gmina inclut les villages de Boleniec, Bukowa, Człuchy, Czołpino, Czysta, Gardna Mała, Gardna Wielka, Kluki, Komnino, Łódki, Łokciowe, Przybynin, Retowo, Siecie, Siedliszcze, Smołdzino, Smołdziński Las, Stare Kluki, Stojcino, Wierzchocino, Witkowo, Wysoka et Żelazo.
La gmina borde la ville de Łeba et les gminy de Główczyce, Słupsk, Ustka et Wicko.